# Alexandra Ívarsdóttir
Alexandra Helga Ívarsdóttir (Reikiavik, 1989) es una modelo islandesa. 

## Carrera y biografía
Ganó el título de Miss Islandia 2008, y representó a Islandia en Miss Mundo 2008 en Johannesburgo, en Sudáfrica, donde ganó el título de Miss Mundo Deportivo, que le permitió acceder automáticamente a las semifinales del concurso. Al final, Ívarsdóttir se colocó entre las quince primeras finalistas.
Está comprometida con el futbolista islandés Gylfi Sigurðsson, centrocampista o delantero del Everton y de la Selección de fútbol de Islandia.